# 思茅木蓝
思茅木蓝（学名：Indigofera simaoensis）为豆科木蓝属下的一个种。

## 扩展阅读
- 維基物種上的相關：思茅木蓝